# Vyšné Opátske

Plaatsbepaling van het stadsdeel Vyšné Opátske binnen de stad Košice.

Vyšné Opátske (Hongaars: Szilvásapáti) is een stadsdeel van Košice. Het maakt deel uit van het district Košice IV en heeft een beperkte oppervlakte van slechts 4,19 km². De gemeente heeft een landelijk karakter.

## Topografie

### Ligging
Vyšné Opátske ligt aan de linkeroever van de Hornád, op een afstand van ongeveer 4 kilometer ten zuidoosten van het oude centrum Staré Mesto. Het is gelegen op een hoogte van 210 meter boven de zeespiegel.

### Grenzen
Vyšné Opátske grenst aan de volgende stadsdelen:
- noord-westen: Staré Mesto. Het raakvlak met het stadscentrum is gesitueerd ter hoogte van het goederenstation Košice nákladná stanica.
- noorden: Dargovských hrdinov,
- noord-oosten: Košická Nová Ves,
- oosten: Krásna,
- zuiden: Nad jazerom
- westen: Košice-Juh. De westelijke grens volgt de loop van de Hornád.

### Straten
De volgende straten liggen geheel of gedeeltelijk in de gemeente:
Alšavska, Bažantia, Bažantia, Borievková, Bažantia, Cezminová, Dubová, Hájnická, Hlohová, Hrabová, Jačmenná, Jarabinová, Jelenia, Jelšová, Južné nabrežie, Klinčeková, Kosatcová, Králičia, Kukuričná, Nižná úvrat', Nevädzová, Opatovská cesta, Osiková, Ovsená, Pod Hrebienkom, Pod vinicami, Prikra, Pšeničná, Púpavová, Ražna, Rol'nicka, Safranová, Šarišská, Sečovská cesta, Šipková, Škovránčia, Slavičia, Snežieková, Srnčia, Tigria, V úvoze, Včelárská paseka, Viničná, Zajačia, Žatevná, Zemplínska, Žitná.

### Wijken
- Nižná Úvrať
- Vyšné Opátske.

### Waterlopen
- De Hornád stroomt van noord naar zuid door het stadsdeel. Zij vloeit Vyšné Opátske binnen ter hoogte van de verkeerswisselaar aan de Nevädzová en verlaat de gemeente 3 kilometer verder in zuidelijke richting, ter hoogte van de brug over de rivier.
- De Myslavský-beek (Slowaaks: Myslavský potok) mondt uit in de Hornád. De monding van deze beek ligt op het grondgebied van Vyšné Opátske.

## Geschiedenis

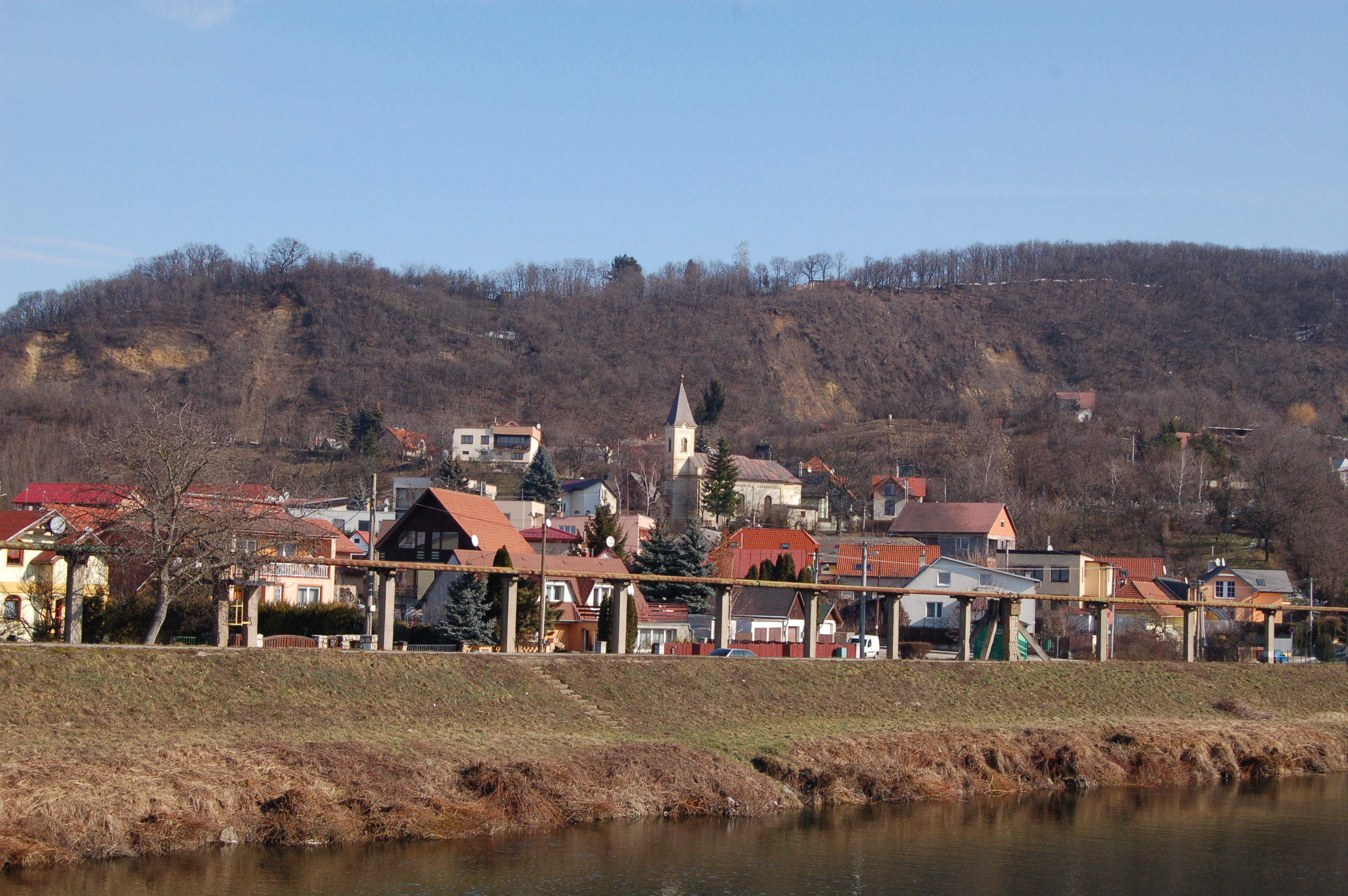
Vyšné Opátske aan de Hornád.

Het oord werd voor het eerst vermeld in een oorkonde daterende van 1344. In die tijd was de plaats eigendom van de benedictijnerabdij van Krásna. 
Peter -de abt van deze abdij- verleende de omwonenden toelating om wijngaarden op het terrein te verbouwen, onder de voorwaarde dat ze daarvoor belastingen betaalden.
In 1427, 1553, 1715 en 1720 werd de plaats opnieuw vermeld in de lijsten van tienden, maar van bevolking was er toen nog geen sprake. De bevolking vestigde zich relatief langzaam in het oord. De eerste vermelding van bevolking verschijnt slechts in 1746 en de eerste bewoners waren inwoners van Košice die hier landbouwarbeid verrichtten.
In de 18e eeuw evolueerde de plaats langzaam tot een Slowaaks dorp. Anno 1773 werd dit vernoemd met zijn toenmalige Hongaarse naam: Szilvás Apáthi. 
Op het einde van de 18e eeuw schreef András Vályi (°1764 - † 1801):
« “Szilvás Apáti". Een Hongaars dorp in het graafschap Abaúj, eigendom van de "Koninklijke Kamer van Spiš". De inwoners zijn grotendeels hervormd. De plaats ligt in het "wilgendistrict". Het grensgebied is mager vanwege de overstromingen en bronplaatsen. Er zijn bomen en eikels genoeg. De bewoners maken houten koten. Aangezien de plaats ook dicht bij Kassa ligt, is het eerste klasse. »
In zijn geografische woordenboek, gepubliceerd in 1851, schreef Fényes Elek (° 1807 - † 1876) over het dorp:
« “Szilvás Apáthi”, dorp in het graafschap Abauj, op de linkeroever van de Hornád. Een heel mooi landschap. 159 Katholieken. Bewoners van Kassa komen hier vaak om plezier te maken. »
Volgens de monografie van Samov Borovszky (° 1860 - † 1912) over het comitaat Abaúj-Torna:
« Ten zuiden van Košice, op de linkeroever van de Hornád, vinden we het dorp Szilvás-Apáti aan de voet van de Košice-heuvel, met 38 huizen en 284 bewoners. Het post- en telegraafkantoor zijn in Košice. »
Vóór 1920 behoorde het dorp aan Hongarije. Na het einde van de Eerste Wereldoorlog werd het oord ingevolge de toepassing van het Verdrag van Trianon ingedeeld bij de nieuw opgerichte staat Tsjecho-Slowakije.
De Eerste Weense Arbitrage wees in 1938 de plaats wederom toe aan Hongarije, maar op het einde van de Tweede Wereldoorlog, in 1945, maakte het opnieuw deel uit van Tsjecho-Slowakije.
In 1968 werd de tot dan toe zelfstandige gemeente bij de stad Košice gevoegd.

## Bevolking
| Jaar | Inwoners | Etnische groep      |
| ---- | -------- | ------------------- |
| 1910 | 311      | Overwegend Slowaaks |
| 2001 | 1.451    |                     |
| 2004 | 1.572    |                     |
| 2009 | 1.604    |                     |
| 2011 | 1.629    | 1.350 Slowaken      |
| 2013 | 1.940    |                     |
| 2017 | 2.480    |                     |
| 2018 | 2.584    |                     |
| 2020 | 2.687    |                     |

Het aantal inwoners gaat bestendig in stijgende lijn. In 2020 bedroeg de bevolkingsdichtheid 641 inwoners per km².

## Openbaar vervoer

### Trein
Op een afstand van ongeveer 4 kilometer ligt het station van Košice. Daar zijn regelmatig verbindingen naar een grote verscheidenheid van bestemmingen, zowel naar binnen- als buitenland.

### Autobus
Vyšné Opátske wordt bediend door openbare buslijnen.